# Lilla Videsjön
Lilla Videsjön är en sjö i Borås kommun i Västergötland och ingår i Viskans huvudavrinningsområde.